# 塩化ネオジム(II)
塩化ネオジム(II)(Neodymium(II) chloride)は、ネオジムと塩素からなる化学式NdCl2の化合物である。

## 合成
塩化ネオジム(II)は、塩化ネオジム(III)を金属リチウム/ナフタレンか、テトラヒドロフラン中の塩化リチウムで還元することによって得られる。
塩化ネオジム(III)を650℃以上の温度で金属ネオジムで還元することによっても得られる。

## 構造
塩化ネオジム(II)は、塩化鉛(II)（塩化鉛鉱）型の構造を取る。各々のNd2+イオンには、四角面三冠三角柱形分子構造で9つのCl-イオンが配位する。7つのNd-Cl距離は、2.95-3.14 Åの範囲にあるが、2つは3.45 Åよりも長い。